# Richard Lange (Politiker, 1881)
Richard Karl Anton Lange (* 28. April 1881 in Ober Buchwald, Landkreis Sagan; † nach 1932) war ein deutscher Politiker (Zentrum).

## Leben
Lange war selbstständiger Kaufmann und betrieb seit 1909 ein Geschäft für Kolonialwaren, Delikatessen, Wein, Spirituosen und Zigarren in Dittersbach bei Waldenburg. Er war Ehrenvorsitzender des Rabattsparvereins Dittersbach und Vorstandsmitglied des Landesverbandes Schlesien im Reichsverband deutscher Kolonialwaren- und Feinkostkaufleute mit Sitz in Berlin.
Lange trat in die Zentrumspartei ein und war Gemeindeverordneter in Dittersbach. Vom 7. Dezember 1922, als er bei der Nachwahl in Oberschlesien nachrückte, bis 1932 gehörte er als Abgeordneter dem Preußischen Landtag an. Im Parlament vertrat er den Wahlkreis 7 (Breslau).